# Charlie Buckton
Charlotte "Charlie" Buckton es un personaje ficticio de la serie de televisión australiana Home and Away, interpretada por la actriz Esther Anderson desde el 6 de junio del 2008, hasta el 24 de enero del 2012. Esther regresó brevemente el 17 de junio del 2013 y su última aparición fue el 20 de junio del mismo año.

## Biografía
Charlie es hija de Ross Buckton y Elsie Buckton. 
Al inicio Ruby Buckton pensaba que Charlie era su hermana pero luego descubrió que en realidad Charlie era su madre. Cuando Ruby la confronta Charlie le confiesa que quedó embarazada cuando Grant Bledcoe la violó, por lo que Ruby decide ir a confrontarlo pero este le miente y le dice que Charlie tuvo que decir que fue violada para que su padre Ross no se molestara. 
Cuando Charlie descubre que Grant le mintió a Ruby, decide reunirse con Bonnie y Brooke dos víctimas de Grant, después de esto Charlie secuestra a Grant y lo obliga a decir enfrente de Ruby la verdad.
Charlie es policía de Yabbie Creek, durante un tiempo estuvo a cargo de la estación cuando el Sargento McGrath se retiró. Actualmente es la segunda a cargo luego de que Angelo se convirtiera en el Sargento.
A principios del 2011 Charlie perdió a su padre, quien murió después de perder su batalla contra el Alzheimer, poco después se reveló que Angelo había terminado con Charlie, debido a que ya tenían muchos problemas y a pesar de que habían intentado arreglarlos, no pudieron. Poco después con la llegada de los hermanos Braxton a la bahía, Charlie pronto comienza a tener problemas con el mayor, Darryl Braxton, a quien arresta después de que la besara. Al inicio Charlie se niega a admitir que se siente atraída por él.
Poco después Ruby y Casey Braxton logran que Charlie y Darryl vayan a un pícnic juntos, más tarde Charlie y Darryl terminan acostándose juntos y comienzan una relación En su último día como oficial de policía en noviembre del mismo año después de decidir mudarse a la ciudad con Ruby, Darryl y Casey, Jake Pirovic el hermano de Hammer, un delincuente que Charlie mató cuando este intentaba asesinar a Darryl, sale de prisión y va al hogar de Charlie y le dispara dos veces, poco después Ruby, Darryl y Casey la encuentran y la llevan al hospital donde la operan de emergencia.
A finales del 2011 Charlie recibió varios disparos por parte de Jake Pirovic en venganza por la muerte de su hermano Hamer. Más tarde ese miso día Ruby, Brax y Casey la encontraron tirada en el piso de su casa y la llevaron al hospital, ahí Sid Walker les anunció que intentaron todo lo posible por salvarla, sin embargo no había nada más que pudieran hacer y que Charlie solo estaba viva gracias a la máquina y que nunca más iba a poder respirar por sí sola, por lo que Ruby decide desconectarla. Charlie muere en el 2012 dejando a Ruby y Brax destrozados.